# Сибирьковый (посёлок)
Сибирьковый — посёлок в Волгодонском районе Ростовской области.
Входит в состав Романовского сельского поселения.

## История
Решением Исполнительного комитета Ростовского областного Совета народных депутатов от 19.11.1979 № 807 был образован Красноярский сельсовет в составе двух населенных пунктов (станица Красноярская и станица Соленовская) и передан в административное подчинение Волгодонскому городскому Совету народных депутатов.
На основании решения Исполнительного комитета Ростовского областного Совета народных депутатов от 30.12.1987 № 435 «О регистрации вновь возникших населенных пунктов на территории Ростовской области и некоторых территориальных изменениях», в состав Красноярского сельсовета был включен и зарегистрирован вновь возникший при центральной усадьбе совхоза «Заря» населенный пункт.
Подчинение поселка Волгодонскому горсовету было обусловлено производственными связями совхоза «Заря» и Волгодонского консервного завода: для последнего совхоз выступал крупнейшим поставщиком фруктов
Указом Президиума Верховного Совета РСФСР от 12.02.1988 «О наименовании населенных пунктов Ростовской области» населенному пункту, возникшему на территории Красноярского сельсовета, административно подчиненному Волгодонскому городскому Совету народных депутатов было присвоено наименование — поселок «Сибирьковый».
В 1990 году постановлением Главы администрации Ростовской области по утверждению городской черты города Волгодонска, земли совхоза «Заря» и поселка Сибирькового были отнесены к городу Волгодонску. Но из-за территориального спора между Волгодонским городским советом и райсоветом Волгодонского района в 1992 году данное постановление было отменено.
В ходе административной реформы в 2004 году поселок был окончательно включен в состав Волгодонского района.

## Население
| 1989 | 2002 | 2010 |
| ---- | ---- | ---- |
| 350  | ↗428 | ↘315 |

## Улицы
- ул. Братская,
- ул. Дубравная,
- ул. Каштановая,
- ул. Надежды,
- ул. Сиреневая,
- ул. Фестивальная.